# Султан II ибн Салим аль-Касими
Шейх Султан ибн Салим Аль-Касими (1891—1951) — правитель эмирата Рас-эль-Хайма в 1921—1948 годах. Его долгое и бурное правление характеризовалось междоусобными семейными и племенными спорами, и в конце концов он был смещен с поста правителя в результате переворота 1948 года.

## Наследование
Один из сыновей Салима ибн Султана аль-Касими (? — 1919), эмира Шарджи (1868—1883) и Рас-эль-Хаймы (1868—1869). Султан ибн Салим занял пост вали (губернатора) Рас-эль-Хаймы, когда его брат Мухаммад передал власть в июле 1919 года. Отец Султана, Шейх Салим ибн Султан Аль-Касими, правил в Рас-эль-Хайме с 1910 года и укрепил свою власть до такой степени, что эмират практически не зависел от Шарджи.
Салим бин Султан скончался в августе 1919 года, и Султан бин Салим обратился к британцам с просьбой признать Рас-эль-Хайму государством Договорного Омана и себя как ее независимого правителя. В декабре 1919 года политический резидент Артур Прескотт Тревор посетил Рас-эль-Хайму и пришел к выводу, что Султан ибн Салим слишком молод, чтобы сохранить свою ненадежную власть в свете сильных группировок, поддерживающих его брата Мухаммеда, и решил воздержаться от признания. Вернувшись к этому вопросу в следующем году, Тревор обнаружил, что Султан укрепил контроль и рекомендовал правительству Индии признать его правителем, что оно и сделало 7 июня 1921 года, сделав Рас-эль-Хайму шестым государством Договорного Омана и установив её независимость как от Шарджи, так и от её правителя, Шейха Халида бин Ахмада Аль-Касими.

## Правление
Султан бен Салим был слишком хорошо осведомлен о бурном прошлом своей семьи и стремился не только укрепить власть, но и централизовать ее вместе с доходами, получаемыми правителем. В 1906 году британский историк Джон Гордон Лоример оценил доходы города примерно в 6300 рупий от добычи жемчуга и 800 рупий от таможенных пошлин. Рас-эль-Хайма и ее зависимые районы (Джазират-Эль-Хамра, Хатт, Рамс и Дхайя, а также Шаам) также пользовались богатым сельским хозяйством, и только в одном городе Рас-эль-Хайма росло 15 600 финиковых деревьев. Этот скромный доход имел много претендентов среди членов правящей семьи, и шейх Султан быстро отказал им: в 1927 году он сослал одного из своих двоюродных братьев после ожесточенного спора по поводу отказа Султана выплачивать пособия членам семьи.
В 1928 году Султан бин Салим оказался втянутым в спор между бывшим правителем Шарджи шейхом Халидом бин Ахмедом Аль-Касими (от которого он получил независимость) и нынешним правителем шейхом Султаном бин Сакром Аль-Касими, когда шейхи Наим и бани Кааб попросили его вмешаться и захватить внутренний город-оазис Эд-Дайд от имени Халида. Город был формально передан Халиду шейхом Шарджи Султаном бин Сакром, но вооруженные люди, верные Султану, остались там, и Султан бен Салим столкнулся с тем, что его втянули в дорогостоящую операцию, которая не принесла бы никакого дохода и почти не увеличила бы его влияние. Кроме того, это грозило привести его к конфликту с правителем Шарджи. Он избежал вмешательства, когда Халид вошел в Эд-Дайд и взял власть в свои руки в июле 1928 года.

## Претензия на Кальбу
Султан бин Салим также не хотел быть втянутым в схемы, которые способствовали британским интересам в этом районе, особенно в обеспечении инфраструктуры и усилении британского вмешательства в вопросы, которые ряд шейхов перемирия рассматривали как свои внутренние дела . Его отношения с англичанами не улучшились и в 1937 году, когда внезапно умер муж его сестры, правитель Кальбы. Султан ибн Салим провозгласил свою власть над Кальбой и быстро двинулся с вооруженными людьми против эмирата. Англичане были заинтересованы в Кальбе, где находилась резервная взлетно-посадочная полоса аэропорта Шарджи, и Султан бин Салим был наказан отправкой в Бахрейн. После длительных переговоров Кальба перешла под контроль Халида бин Ахмада Аль-Касими.

## Нефтяная концессия и государственный переворот
Финансовые дела Султана бин Салима ухудшились из-за падения добычи жемчуга и глобального влияния Великой депрессии 1929 года. Как ни странно, эта нищета помогла ему сохранить власть, но когда он тайно подписал выгодную нефтяную концессию с компанией Petroleum Development Ltd, возмущенные члены семьи сговорились убрать его, и в 1948 году Сакр бин Мухаммад Аль-Касими организовал успешный бескровный переворот против своего дяди.
Султан бин Салим Аль-Касими скончался в 1951 году.